# 卡尔霍恩 (肯塔基州)
卡尔霍恩（英語：Calhoun），是美国肯塔基州的一座城市。建立于1785年，面积约为1.8平方公里（0.7平方英里）。根据2010年美国人口普查，该市的人口为763人。